# Santo Domingo Norte
Santo Domingo Norte è un comune della Repubblica Dominicana di 529.390 abitanti, situato nella Provincia di Santo Domingo. Comprende, oltre al capoluogo, un distretto municipale: La Victoria.